# Chiesa del Crocifisso (Cles)
La chiesa del Crocifisso, detta anche chiesa del Sant del Chiatàr o Chiatar, è una chiesa cattolica situata nel comune di Cles, in provincia di Trento; è sussidiaria della parrocchiale di Santa Maria Assunta di Cles e fa parte dell'arcidiocesi di Trento. Si trova in località Faé, circa un chilometro a nord della frazione di Dres, lungo la strada statale 43 della Val di Non.

## Storia

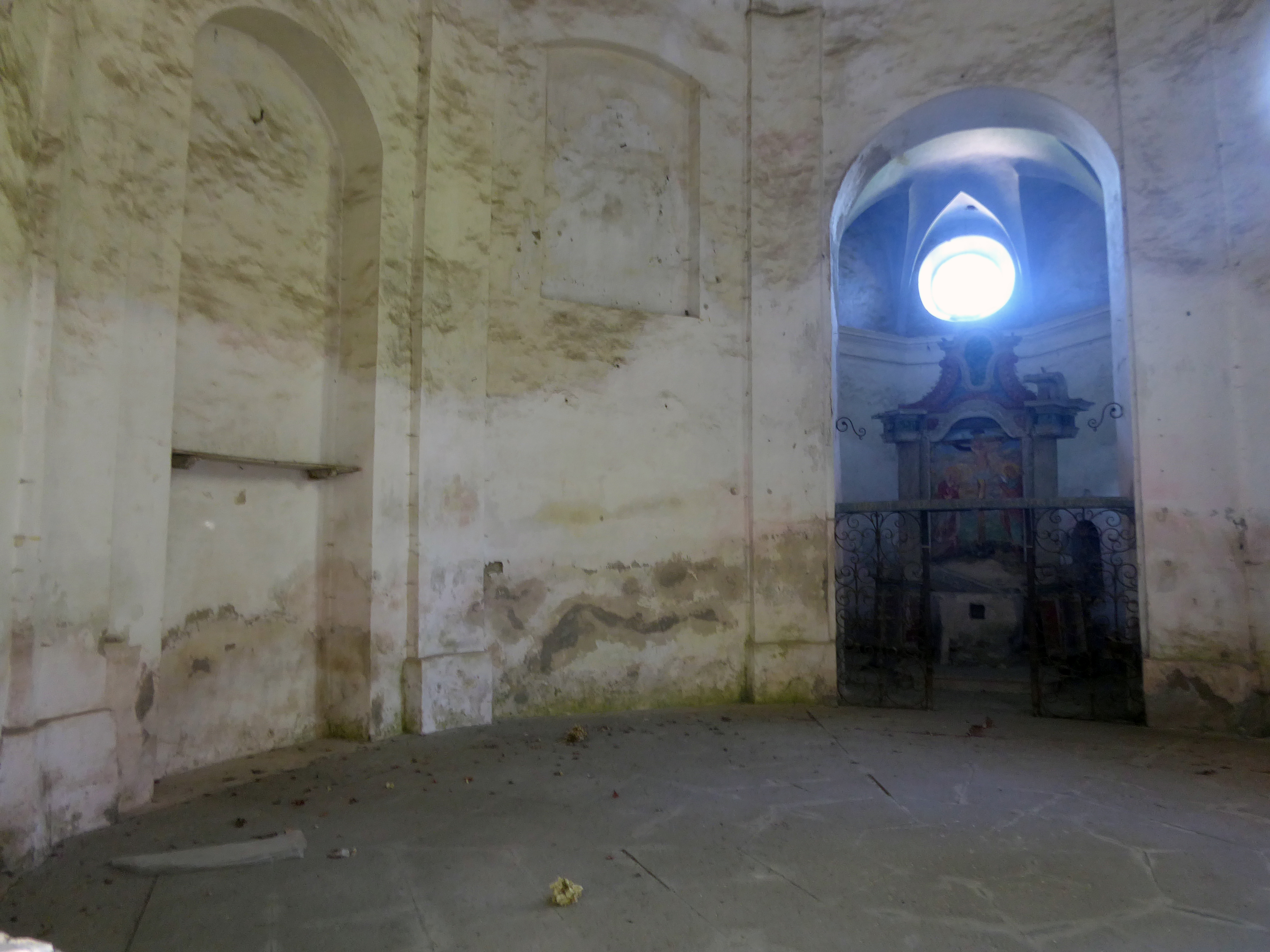
Interno

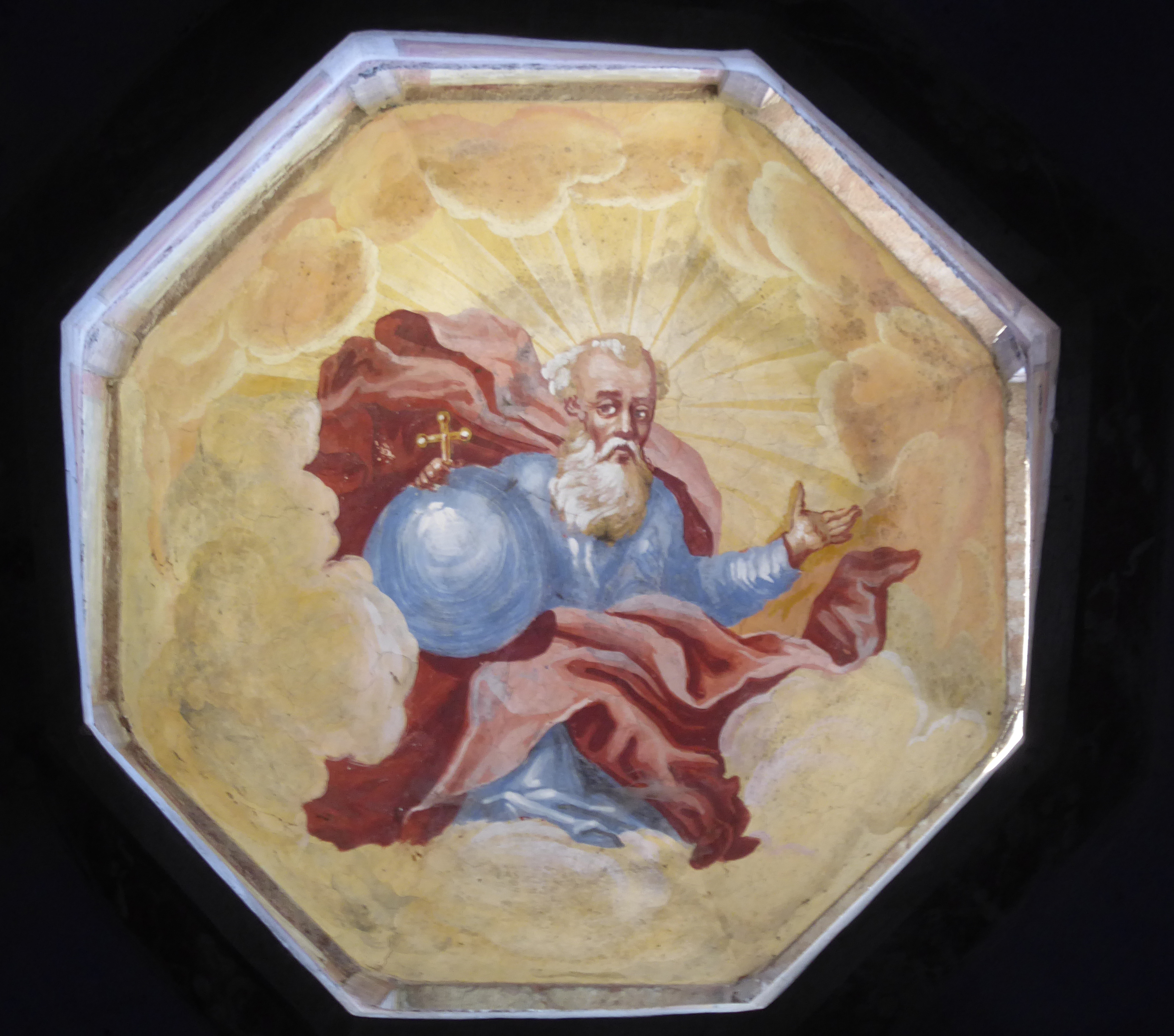
Affresco di Dio nella lanterna

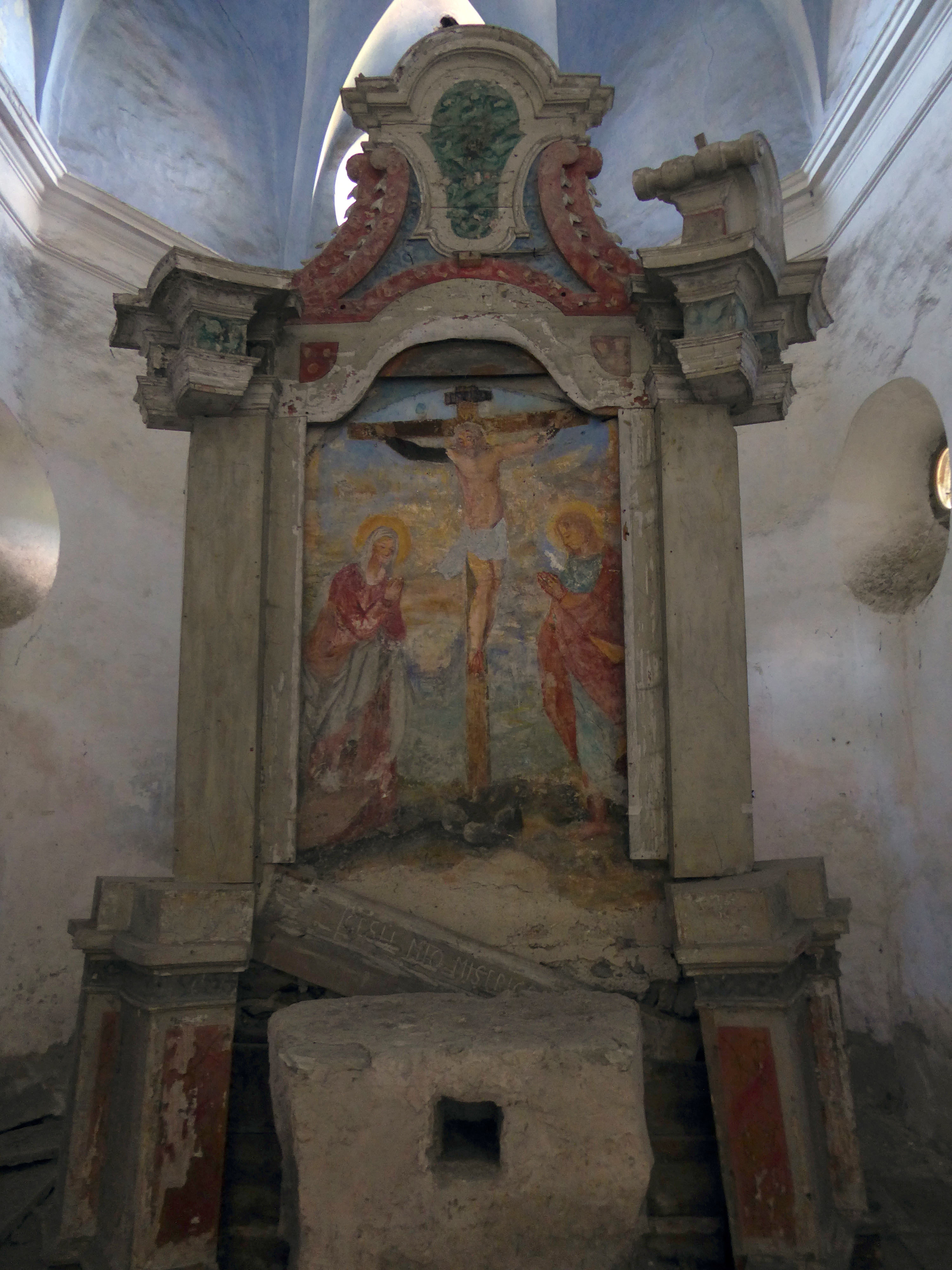
L'altare maggiore, molto danneggiato, venne affrescato nel 1747 da Giambattista Lorenzoni con una scena della Crocifissione, raffigurante la Madonna e l'apostolo Giovanni ai lati del Cristo

Sul luogo dove sorge ora la chiesa si trovava anticamente un'edicola votiva molto venerata, di epoca ignota, nella quale era affrescato un crocifisso; in una visita pastorale del 1695 venne concessa l'autorizzazione a costruire una cappella sul posto. Una leggenda locale (secondo la quale l'immagine avrebbe sanguinato dopo che "uno scellerato", dei soldati dei signori d'Altaguardia, l'ebbe colpita a pistolettate) accrebbe la fama del luogo, permettendo di raccogliere abbastanza fondi da edificare la cappella, nella quale l'edicola venne inglobata. Questa venne ampliata nelle forme odierne intorno al 1718, e nel 1727 la nuova struttura venne benedetta.
Il terreno su cui sorge la chiesa apparteneva in originale a un tal Cataro o Catarino Dossi di Dres, motivo per cui la chiesa è detta anche "del Ciatàr" o "del Chiatàr". La chiesa aveva urgente bisogno di restauro già nel 1986, e al 2021 è abbandonata, spogliata di qualunque arredo ad eccezione dell'altare maggiore, e in stato di grave degrado.

## Descrizione

### Esterno
La chiesa si sviluppa con un corpo principale a pianta ottagonale, con tetto sormontato da una lanterna. Ad ovest sporge il corpo del presbiterio rettangolare, concluso da un'abside poligonale aperta da un singolo oculo; dal tetto dell'abside si innalza il piccolo campanile a base quadrata, con cella campanaria aperta da due ordini di monofore a tutto sesto e coperto da una cuspide piramidale a scandole con in cima una banderuola segnavento.
L'ingresso alla chiesa non è opposto al presbiterio, bensì sul lato meridionale della chiesa (così che, entrando, l'altare maggiore si trova sulla destra); il portale è architravato, e riparato da una tettoia in legno coperta a scandole. Sui lati a fianco del portale si trovano due finestre rettangolari, con cornice in pietra, ampio davanzale e chiuse da grate metalliche.

### Interno
L'interno è ad aula unica, con lesene agli stipiti collegate da una cornice corrente, da cui partono le vele della volta. Queste convergono verso un'apertura ottagonale, che fa da base alla lanterna aperta su tutti i lati; il piccolo presbiterio è introdotto da un arco santo a tutto sesto, ed è separato dal resto dell'aula da una cancellata in ferro battuto.
L'altare maggiore ha per pala un affresco raffigurante la crocifissione di Gesù, con la Madonna e san Giovanni, con la particolarità che il braccio destro di Cristo è tinto di nero.